# العنصرية الحيادية
التعريف :
هو ممارسة التلاعب و المكر بالاعتقاد الذي يقول بأن هناك فروق وعناصر موروثة بطبائع الناس أو قدراتهم وعزوها لانتمائم لجماعة أو لعرق ما أو لفكر أو جهة معينة، كما يستخدم العنصرية للإشارة إلى الممارسات التي يتم من خلالها معاملة مجموعة معينة من البشر بشكل مختلف ويتم تبيرير هذا التمييز بالمعاملة، باللجوء للتعميمات المبنية على الصور النمطية وباللجوء إلى تلفيقات علمية.(العنصرية)
ولكنك تجدهم في النهاية يبررون به سلبيتهم تجاه موقف يشعرون عنده بالعجز أو الخوف من المواجهة أو تجنب المشاكل أو ما ملخصه التهرب من تحمل المسئولية.(الحياد)
العنصرية،
الحياد